# الدبة (محافظة العيص)
الدبة، قرية من قرى محافظة العيص، والتابعة لمنطقة المدينة المنورة في السعودية.